# Браян Іно
Браян Іно (англ. Brian Peter George St. Jean le Baptiste de la Salle Eno, 15 травня 1948 року, Мелтон, Саффолк, Англія) — англійський музикант, композитор, продюсер і художник. Найбільш відомий своїм новаторським внеском в ембієнт та електронну музику, а також продюсуванням, записом і написанням творів у жанрі рок і попмузики.

## Біографія
Народився в містечку Вудбридж, розташованому в Саффолку, Англія, 15 травня 1948 року. При хрещенні йому було дане ім'я Браян Пітер Джордж Сент-Джон Ле Баптист де Ла Салле Іно.

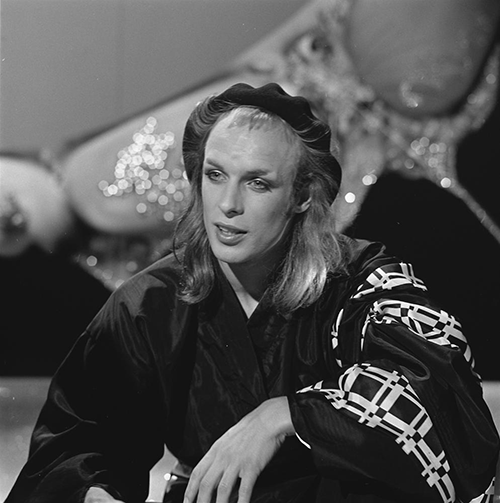
1974

До 16 років Браян навчався у Коледжі Святого Йосипа, що належав чернечому католицькому ордену «De La Selle». Після коледжу Браян вступив у Іпсвічську школу мистецтв. Як незабаром з'ясувався, випадково зроблений вибір виявився вдалим. Школа була заснована просвітителем Роєм Ескотом і помітно виділялась серед інших англійських шкіл: практика викладання була спрямована на саморозвиток і розширення способів сприйняття, ніж на якісь спеціальні технічні дисципліни. Браян, що почував потребу у творчій самореалізації і не бажав ставати офісним працівником, почував себе в потрібному місті — «замість того, щоб просто сидіти й малювати, ми вчилися знаходити себе в гарячих дискусіях і різних проектах, спрямованих на самопізнання й самозбагнення». Великий вплив у цей період життя на Іно зробив художник й музикант Том Філіпс. У ті два роки, що там учився Іно, школу відвідав знаменитий композитор-авангардист Корнеліус Кард'є, він зацікавив Брайана музикою мінімалістів і музичними експериментами. В 1965 році Іно залишив Іпсвіч і перевівся до Вінчестерської школи мистецтв. Це був традиційний заклад, у якому експерименти доводилося тримати в таємниці, через що більшість студентів вважали Іно трохи дивним. Викладачі, що вважали Іно талановитим і розумним парубком, прагнули відговорити його від занять «дурницями» й обрати щось серйозне. Однак, Іно разом зі своїми однокурсниками й гітаристом Ентоні Грефтоном засновує групу «Maxwell Demon». Записана на Різдво пісня «Ellis B. Compton Blues» на довгий час залишалась єдиною піснею Іно.
На початку 1970-х Браян Іно розпочинає свою кар'єру клавішником і фахівцем зі звукових ефектів у групі Roxy Music. Згодом, крім сольної діяльності, співпрацював з такими музикантами й групами, як U2, Talking Heads й Девід Бірн, Девід Бові, Філіп Ґласс, Роберт Фріпп, Елвіс Костелло, Кейл Джон, Ніко, Звуки Му, Genesis, Cluster та ін. Іно також написав звукове оформлення запуску операційної системи Windows 95.

## Дискографія

### Сольні альбоми
- «Here Come The Warm Jets» (1973)
- «Taking Tiger Mountain (By Strategy)» (1974)
- «Another Green World» (1975)
- «Discreet Music» (1975)
- «Before and After Science» (1978)
- «Music for Films» (1978)
- «Ambient #1 / Music for Airports» (1978)
- «Ambient #4 / On Land» (1982)
- «Apollo: Atmospheres and Soundtracks» (1983)
- «Thursday Afternoon» (1985) (саундтрек до відеоролика художньої галереї)
- «The Shutov Assembly» (1990)
- «Nerve Net» (1992)
- «Neroli» (1993)
- «The Drop» (1997)
- «Another Day on Earth» (13 червня 2005, Hannibal Records)
- «Drums Between the Bells» (4 липня 2011) разом з Rick Holland

## Аудіоприклади
- Ambient I ("Музика для аеропортів"), трек 1-1, фрагментⓘ